# Euclasio
L'euclasio è un minerale.

## Abito cristallino
Cristalli prismatici, trasparenti e incolori.

## Origine e giacitura
È stato ritrovato in Brasile, nel Minas Gerais, in Tanzania e sulle Alpi.